# Championnats ibéro-américains d'athlétisme 1998
Navigation
Édition précédente Édition suivante
Les 8es championnats ibéro-américains d'athlétisme se déroulent du 17 au 19 juillet 1998 à l'Estádio Universitário de Lisbonne, au Portugal.
Le nombre d'épreuves passe de 42 à 43 (22 chez les hommes et 21 chez les femmes) avec l'adjonction du saut à la perche féminin.

## Participants
337 athlètes représentant 22 pays ont participé à ces huitièmes championnats ibéro-américains. En plus de l'Espagne qui fait son retour, 5 pays africains rejoignent l'Angola, déjà présent en 1996, au rang des participants.
| Amérique centrale et Caraïbes                        | Amérique du Sud                                                                               | Europe               | Afrique                                                                                      |
| ---------------------------------------------------- | --------------------------------------------------------------------------------------------- | -------------------- | -------------------------------------------------------------------------------------------- |
| - Cuba - Guatemala - Mexique - Porto Rico - Salvador | - Argentine - Bolivie - Brésil - Chili - Colombie - Équateur - Paraguay - Uruguay - Venezuela | - Espagne - Portugal | - Angola - Cap-Vert - Guinée-Bissau - Guinée équatoriale - Mozambique - Sao Tomé-et-Principe |

## Faits marquants
C'est la première fois que la compétition se déroule au Portugal. L'organisation bénéficie du soutien de l'Expo '98 qui se déroule à Lisbonne cette année-là.
L'Espagne prend la première place au classement des médailles, devant le Mexique et le pays hôte, tandis que Cuba, pour des raisons économiques, n'envoie qu'une délégation réduite. 
Individuellement, Le Chilien Sebastián Keitel réalise un nouveau doublé 100 - 200. Il bat son record national au 100 m, de même que l'Argentin Carlos Gats qui termine troisième. Au 400 m haies, Eronilde de Araújo remporte son troisième succès avec un record des championnats à la clé.
Chez les femmes, la Mexicaine Liliana Allen remporte un deuxième titre sur 100 m, après celui de 1992 sous les couleurs de Cuba. Elle établit le nouveau record des championnats en séries (11 s 26). Sa compatriote Ana Guevara, qui commence à percer, établit un record national au 400 m et récolte trois médailles en tout. Yamilé Aldama conserve son titre au triple saut.

## Podiums

### Hommes
| 100 m (vent : +1,0 m/s) | Sebastián Keitel 10 s 10 NR                                                                         | Edson Ribeiro 10 s 14                                                           | Carlos Gats 10 s 23 NR                                                 |
| 200 m (vent : +0,7 m/s) | Sebastián Keitel 20 s 16                                                                            | Carlos Gats 20 s 37 NR                                                          | Edson Ribeiro 20 s 58                                                  |
| 400 m | Alejandro Cárdenas 45 s 04                                                                          | Juan Toledo 45 s 63                                                             | David Canal 45 s 87                                                    |
| 800 m | Flávio Godoy 1 min 50 s 05                                                                          | Roberto Parra 1 min 50 s 19                                                     | Duarte Ponte 1 min 50 s 60                                             |
| 1 500 m | Luis Feiteira 3 min 40 s 63 CR                                                                      | Pedro Esteso 3 min 40 s 64                                                      | Hudson de Souza Héctor Torres 3 min 41 s 14                            |
| 5 000 m | António Pinto 13 min 34 s 34 CR                                                                     | Pablo Olmedo 13 min 35 s 21                                                     | Eduardo Henriques 13 min 51 s 66                                       |
| 10 000 m | Antonio Silio 28 min 25 s 30                                                                        | Paulo Guerra 28 min 40 s 18                                                     | Alberto Juzdado 29 min 10 s 59                                         |
| 110 m haies (vent : +0,6 m/s) | Erik Batte 13 s 54                                                                                  | Francisco López 13 s 95                                                         | Hipólito Montesinos 13 s 97                                            |
| 400 m haies | Eronilde de Araújo 48 s 96 CR                                                                       | Carlos Silva 49 s 08                                                            | Emilio Valle 50 s 08                                                   |
| 3 000 m steeple | Luis Miguel Martín 8 min 28 s 96                                                                    | Vitor Almeida 8 min 29 s 48                                                     | Néstor Nieves 8 min 30 s 07                                            |
| 4 × 100 m | Brésil Arnaldo da Silva Claudio Roberto Souza Edson Luciano Ribeiro Robson Caetano da Silva 39 s 82 | Mexique Carlos Villaseñor Juan Pedro Toledo César López Evener Dueñas 40 s 49   | (seulement deux équipes classées)                                      |
| 4 × 400 m | Mexique Raymundo Escalante Juan Pedro Toledo Oscar Juanz Alejandro Cárdenas 3 min 06 s 12           | Espagne Adrián Fernández Antonio Andrés Iñigo Monreal David Canal 3 min 08 s 05 | Portugal Rui Costa Duarte Ponte Paulo Fontes Vitor Jorge 3 min 08 s 46 |
| 20 km marche | Alejandro López 1 h 25 min 18 s                                                                     | Julio René Martínez 1 h 26 min 25 s                                             | Héctor Moreno 1 h 27 min 21 s                                          |
| Saut en hauteur | Ignacio Pérez 2,20 m                                                                                | Javier Bermejo 2,20 m                                                           | Gilmar Mayo 2,18 m                                                     |
| Saut à la perche | Montxu Miranda 5,60 m CR                                                                            | Nuno Fernandes 5,55 m                                                           | Javier García 5,40 m                                                   |
| Saut en longueur | Yago Lamela 8,12 m                                                                                  | Raúl Fernández 8,05 m                                                           | Lewis Asprilla 7,88 m                                                  |
| Triple saut | Iván Salcedo 16,36 m                                                                                | Raúl Chapado 16,16 m                                                            | Antonio Lucindo da Costa 16,09 m                                       |
| Lancer du poids | Manuel Martínez 19,47 m                                                                             | Fernando Alves 19,13 m                                                          | José Luis Martínez 18,56 m                                             |
| Lancer du disque | Alexis Elizalde 61,45 m                                                                             | Paulo Bernardo 60,19 m                                                          | Marcelo Pugliese 58,19 m                                               |
| Lancer du marteau | Alberto Sánchez 76,18 m CR                                                                          | Vitor da Costa 71,17 m                                                          | Juan Cerra 70,83 m                                                     |
| Lancer du javelot | Isbel Luaces 78,72 m                                                                                | Nery Kennedy 76,16 m                                                            | Rodrigo Zelaya 74,54 m                                                 |
| Décathlon | Rubén Delgado 7 295 pts                                                                             | Santiago Lorenzo 7 177 pts                                                      | Jose de Assis 7 113 pts                                                |
| Records et Performances - AR : Record continental (area record) - CR : Record des championnats (championship record) - MR : Record du meeting (meet record) - NR : Record national (national record) - OR : Record olympique (olympic record) - PR : Record paralympique (paralympic record) - PB : Record personnel (personal best) - SB : Meilleure performance personnelle de la saison (season's best) - WL : Meilleure performance mondiale de l'année (world leader) - WJR : Record du monde junior (world junior record) - WR : Record du monde (world record) Circonstances et Conditions - DNF : N'a pas terminé (did not finish) - DNS : N'a pas pris le départ (did not start) - DQ : Disqualification (disqualification) - NM : Aucun essai valable enregistré (No Mark) - Q : Qualifié « directement » au prochain tour (ou à la prochaine compétition), lors d'une compétition majeure, grâce au classement ou à la réalisation des minima (automatic qualifier) - q : Qualifié au prochain tour (ou à la prochaine compétition), lors d'une compétition majeure, grâce au repêchage ou à la réalisation de l'une des meilleures performances parmi celles des « non qualifiés directement » (grâce au meilleur temps ou à la meilleure distance par exemple) (secondary qualifier) | |                                                                                 |                                                                        |

### Femmes
| 100 m (vent : 0,0 m/s) | Liliana Allen 11 s 32                                                                  | Lucrecia Jardim 11 s 38                                                                  | Katia Santos 11 s 62                                                        |
| 200 m (vent : +0,7 m/s) | Lucrecia Jardim 23 s 22                                                                | Liliana Allen 23 s 29                                                                    | Julia Duporty 23 s 52                                                       |
| 400 m | Ana Guevara 50 s 65 NR                                                                 | Norfalia Carabalí 51 s 95                                                                | Yudalia Díaz 52 s 49                                                        |
| 800 m | Ana Amelia Menéndez 2 min 01 s 32                                                      | Ana Guevara 2 min 01 s 55                                                                | Pilar Barreiro 2 min 03 s 12                                                |
| 1 500 m | Carla Sacramento 4 min 17 s 43                                                         | Nuria Fernández 4 min 20 s 20                                                            | Janeth Caisalitin 4 min 20 s 38                                             |
| 5 000 m | Estíbaliz Urrutia 16 min 09 s 68 CR                                                    | Nora Rocha 16 min 10 s 36                                                                | Amaia Piedra 16 min 12 s 09                                                 |
| 10 000 m | Luisa Larraga 32 min 49 s 80 CR                                                        | Helena Sampaio 33 min 07 s 80                                                            | Manuela Machado 33 min 14 s 60                                              |
| 100 m haies (vent : +2,0 m/s) | María José Mardomingo 13 s 27                                                          | Verónica Depaoli 13 s 46                                                                 | Jacqueline Tavares 13 s 56                                                  |
| 400 m haies | Eva Paniagua 57 s 35                                                                   | Esther Lahoz 57 s 40                                                                     | Flor Robledo 58 s 22                                                        |
| 4 × 100 m | Espagne Carmen Blay Elena Córcoles Arantxa Iglesias Susana Martín 44 s 54              | Portugal Mario Carmo Tavares Natalia Moura Lucrecia Jardim Severina Cravid 44 s 75       | (seulement deux équipes classées)                                           |
| 4 × 400 m | Mexique María Angeles Pantoja Marcela Sarabia Mayra González Ana Guevara 3 min 33 s 41 | Colombie Flor Robledo Ximena Restrepo Patricia Rodríguez Norfalia Carabalí 3 min 33 s 69 | Espagne Esther Lahoz Yolanda Reyes Lisette Ferri Miriam Bravo 3 min 33 s 97 |
| 10 000 m marche | Eva Pérez 47 min 14 s 49                                                               | Geovana Irusta 47 min 20 s 26                                                            | Rosario Sánchez 47 min 36 s 10                                              |
| Saut en hauteur | María del Mar Martínez 1,83 m                                                          | Solange Witteveen 1,83 m                                                                 | Marta Mendía 1,81 m                                                         |
| Saut à la perche | Dana Cervantes 3,95 m CR                                                               | Alejandra García 3,95 m CR                                                               | Deborah Gyurcsek 3,55 m                                                     |
| Saut en longueur | Andrea Avila 6,41 m                                                                    | Maria Aparecida de Souza 6,38 m                                                          | Maurren Higa Maggi 6,25 m                                                   |
| Triple saut | Yamilé Aldama 14,07 m                                                                  | Carlota Castrejana 13,58 m                                                               | Maria Aparecida de Souza 13,44 m                                            |
| Lancer du poids | Elisângela Adriano 18,38 m                                                             | Margarita Ramos 17,47 m                                                                  | Teresa Machado 16,15 m                                                      |
| Lancer du disque | Teresa Machado 61,67 m                                                                 | Elisângela Adriano 58,94 m                                                               | Rita Lora 56,92 m                                                           |
| Lancer du marteau | María Eugenia Villamizar 59,22 m CR                                                    | Yipsi Moreno 57,97 m                                                                     | Violeta Guzmán 57,04 m                                                      |
| Lancer du javelot | Sabina Moya 58,65 m                                                                    | Zuleima Araméndiz 57,57 m                                                                | Idoia Mariezkurrena 52,05 m                                                 |
| Heptathlon | Imma Clopés 5 799 pts                                                                  | Euzinete Maria Reis 5 640 pts                                                            | Zorobabelia Córdoba 5 551 pts                                               |
| Records et Performances - AR : Record continental (area record) - CR : Record des championnats (championship record) - MR : Record du meeting (meet record) - NR : Record national (national record) - OR : Record olympique (olympic record) - PR : Record paralympique (paralympic record) - PB : Record personnel (personal best) - SB : Meilleure performance personnelle de la saison (season's best) - WL : Meilleure performance mondiale de l'année (world leader) - WJR : Record du monde junior (world junior record) - WR : Record du monde (world record) Circonstances et Conditions - DNF : N'a pas terminé (did not finish) - DNS : N'a pas pris le départ (did not start) - DQ : Disqualification (disqualification) - NM : Aucun essai valable enregistré (No Mark) - Q : Qualifié « directement » au prochain tour (ou à la prochaine compétition), lors d'une compétition majeure, grâce au classement ou à la réalisation des minima (automatic qualifier) - q : Qualifié au prochain tour (ou à la prochaine compétition), lors d'une compétition majeure, grâce au repêchage ou à la réalisation de l'une des meilleures performances parmi celles des « non qualifiés directement » (grâce au meilleur temps ou à la meilleure distance par exemple) (secondary qualifier) |                                                                                        |                                                                                          |                                                                             |

## Tableau des médailles
- Pays hôte

| Rang  | Nation    | Or | Argent | Bronze | Total |
| ----- | --------- | -- | ------ | ------ | ----- |
| 1     | Espagne   | 16 | 11     | 10     | 37    |
| 2     | Mexique   | 7  | 6      | 4      | 17    |
| 3     | Portugal  | 5  | 10     | 6      | 21    |
| 4     | Cuba      | 5  | 1      | 3      | 9     |
| 5     | Brésil    | 4  | 4      | 7      | 15    |
| 6     | Argentine | 2  | 5      | 3      | 10    |
| 7     | Colombie  | 2  | 3      | 5      | 10    |
| 8     | Chili     | 2  | 0      | 1      | 3     |
| 9=    | Bolivie   | 0  | 1      | 0      | 1     |
| 9=    | Guatemala | 0  | 1      | 0      | 1     |
| 9=    | Paraguay  | 0  | 1      | 0      | 1     |
| 12=   | Équateur  | 0  | 0      | 1      | 1     |
| 12=   | Uruguay   | 0  | 0      | 1      | 1     |
| 12=   | Venezuela | 0  | 0      | 1      | 1     |
| Total | Total     | 43 | 43     | 42     | 128   |